# Keratoisis zelandica
Keratoisis zelandica is een zachte koraalsoort uit de familie Isididae. De koraalsoort komt uit het geslacht Keratoisis. Keratoisis zelandica werd in 1976 voor het eerst wetenschappelijk beschreven door Grant. 